# Yıkılgan, Amasya
Yıkılgan là một xã thuộc thành phố Amasya, tỉnh Amasya, Thổ Nhĩ Kỳ. Dân số thời điểm năm 2010 là 455 người.